# ريز جريفيث
ريز جريفيث (بالإنجليزية: Rhys Griffiths)‏ (1 مارس 1980 بكارديف في المملكة المتحدة - ) هو لاعب كرة قدم بريطاني في مركز الهجوم. لعب مع نادي آبريستويث تاون ونادي سانت إيلي تاون ونادي كمبران تاون ونيوبورت كونتي وWales national semi-professional football team ‏ وPort Talbot Town F.C. ‏ ونادي بليموث أرجايل وCarmarthen Town A.F.C. ‏ وهافرفوردويست ‏.

## وصلات خارجية
- ريز جريفيث على موقع الاتحاد الأوربي (الإنجليزية)
- ريز جريفيث على موقع قاعدة بيانات كرة القدم.إي يو (الإنجليزية)
- ريز جريفيث على موقع Soccerbase.com (لاعب) (الإنجليزية)
- ريز جريفيث على موقع Soccerway.com (الإنجليزية)